# Sveafallen
Sveafallen este o arie protejată (sit de importanță comunitară — SCI) din Suedia întinsă pe o suprafață de 84,86 ha, integral pe uscat.

## Localizare
Centrul sitului Sveafallen este situat la coordonatele 59°12′57″N 14°25′52″E / 59.21576°N 14.431211°E.

## Înființare
Situl Sveafallen a fost declarat sit de importanță comunitară în septembrie 2021 pentru a proteja un număr necunoscut de specii din flora spontană și fauna sălbatică aflate în arealul zonei.

## Biodiversitate
Situată în ecoregiunea boreală, aria protejată conține 4 habitate naturale: Mlaștini împădurite, Păduri de conifere pe eskere fluvioglaciare sau legate la acestea, Lacuri și iazuri distrofice naturale, Taiga vestică.
La baza desemnării sitului se află un număr nedeclarat de specii protejate.